# Torrebren
Torrebren est une ancienne commune du Gers. En 1832, elle est rattachée à la commune de Labarrère.

## Géographie

### Localisation
Torrebren se situe en Gascogne, en Armagnac, dans le territoire de la commune de Castelnau d'Auzan Labarrère.

## Histoire
En 1801, la commune passa du canton de Fourcès au canton de Montréal. En 1832, Torrebren est fusionnée au sein de la commune de Labarrère. En 2014, cette dernière est transférée au canton d'Armagnac-Ténarèze. En 2016, Labarrère devient une commune déléguée de Castelnau d'Auzan Labarrère.

## Population et société

### Démographie
| 1793 | 1800 | 1806 | 1821 | 1831 |
| ---- | ---- | ---- | ---- | ---- |
| 182  | 202  | 202  | 176  | 210  |